# Hemerophis socotrae
Hemerophis socotrae – gatunek węża z rodziny połozowatych (Colubridae), jedyny przedstawiciel monotypowego rodzaju Hemerophis. Jest endemitem należącego do Jemenu archipelagu Sokotra.